# Hyblaeidae
Hyblaeidae zijn een familie van vlinders en de enige familie in de superfamilie Hyblaeoidea. De familie telt ruim 50 soorten in twee geslachten.

## Geslachten en soorten
- Erythrochrus
  - Erythrochrus bicolor
  - Erythrochrus hyblaeiodes
  - Erythrochrus notabilis

- Hyblaea
  - Hyblaea amboinae
  - Hyblaea apricans
  - Hyblaea asava
  - Hyblaea aterrima
  - Hyblaea bohemani
  - Hyblaea canisigna
  - Hyblaea castanea
  - Hyblaea catocaloides
  - Hyblaea constellata
  - Hyblaea contraria
  - Hyblaea cruenta
  - Hyblaea dilatata
  - Hyblaea erycinoides
  - Hyblaea esakii
  - Hyblaea euryzona
  - Hyblaea firmamentum
  - Hyblaea flavifasciata
  - Hyblaea flavipicta
  - Hyblaea fontainei
  - Hyblaea fortissima
  - Hyblaea genuina
  - Hyblaea hypocyanea
  - Hyblaea ibidias
  - Hyblaea inferna
  - Hyblaea insulsa
  - Hyblaea joiceyi
  - Hyblaea junctura
  - Hyblaea limacodella
  - Hyblaea madagascariensis
  - Hyblaea mirificum
  - Hyblaea nigra
  - Hyblaea occidentalium
  - Hyblaea paulianii
  - Hyblaea puera
  - Hyblaea rosacea
  - Hyblaea saga
  - Hyblaea sanguinea
  - Hyblaea saturata
  - Hyblaea strigulata
  - Hyblaea subcaerulea
  - Hyblaea synaema
  - Hyblaea tenebrionis
  - Hyblaea tenuis
  - Hyblaea tortricoides
  - Hyblaea triplagiata
  - Hyblaea unxia
  - Hyblaea vasa
  - Hyblaea vitiensis
  - Hyblaea xanthia